# Hakan (personaggio)
Hakan (ハカン?) è un personaggio di videogiochi della serie di Street Fighter, apparso per la prima volta in Super Street Fighter IV.

## Aspetto
Hakan è un uomo alto e muscoloso. Ha la pelle rossa accesa e strani capelli ricci turchini, nonché un paio di baffi del medesimo colore. Indossa una grande cintura d'oro, che ha una testa di leone dorato come fibbia. Indossa pantaloni blu regolati con moderazione simile al tradizionale vestito Yagli, ma adornati con anelli d'oro e cinturini in pelle. Usa anche braccialetti e cavigliere. Sebbene non sia usato nel gameplay, può essere visto trasportare un'enorme botte con una testa di leone d'oro simile a quella sulla sua cintura. Il barile contiene una quantità significativa di olio, come si può dedurre quando lo alza sopra la testa e si cosparge con esso all'inizio di ogni scontro.

## Storia
Hakan è il presidente di uno dei maggiori produttori mondiali di oli alimentari e campione nello sport nazionale turco di lotta nell'olio. Entra nel torneo mondiale organizzato dalla S.I.N. per mettere in mostra le sue abilità, mentre viaggia per il mondo alla ricerca di ispirazione per una nuova ricetta di olio (dopo aver picchiato e interrogato un delinquente, accusandolo di essere una spia industriale). Hakan, che tende ad essere molto orgoglioso della sua nazione e delle sue tradizioni, è anche un devoto padre di famiglia, avendo una moglie, Melike, e sette figli che vivono in una lussuosa casa in Turchia.
Durante il torneo, Hakan incontra E.Honda, che si rivela essere un suo vecchio amico. Il loro incontro diventa competitivo quando affermano che il loro è il miglior stile di combattimento al mondo, e ne consegue uno scontro. Honda perde e riconosce che è stata una bella lotta, ma avverte Hakan di non aspettarsi che perda la prossima volta. Alla fine del torneo Hakan ritiene che il Giappone abbia una serie di oli diversi e dice alla sua famiglia che stanno andando in Giappone per espandere i loro affari.

## Mosse speciali
- Oil Slide: Hakan si butta a capofitto a terra lasciando scivolare il suo corpo per un breve tratto sdraiato e a pancia a terra. In questo modo l'avversario scivola su di lui.
- Oil Shower: senza danneggiare l'avversario, Hakan prende con ogni mano una bottiglia di olio e si cosparge l'intero corpo con il liquido. Dopo questo, Hakan è intinto nel suo olio e la sua tecnica di combattimento è più efficace per un po'. Durante il combattimento si può vedere che la pelle è coperta da uno strato trasparente e lucido e che il liquido a volte cade a gocce.
- Oil Rocket: con un approccio veloce, Hakan abbraccia il suo avversario e comincia a stringere finché la pressione porta il corpo di quest'ultimo ad una espulsione in diagonale e poi cadere rovinosamente a terra.
- Oil Drive: Hakan si avvicina all'avversario con un movimento comico in cui sembra correre e salta su di lui, afferrandolo per aria, e una volta preso, si sposta a trottola lungo il pavimento dello stage di combattimento portando con sé l'avversario. Alla fine l'avversario viene lanciato contro il muro.
- Flying Oil Spin: è simile alla Oil Drive ma eseguita con più forza, colpendo l'avversario per cinque volte contro le estremità dello stage di combattimento, per quattro volte in testa e una su tutto il corpo.
- Oil Coaster: Hakan esegue la Oil Rocket, ma invece di salire diagonalmente, l'avversario sale verticalmente, poi Hakan lo prende lungo il braccio e, facendolo scivolare lungo tutto il corpo in modo sempre più veloce e vorticoso, viene rimesso sulle spalle e espulso verso un braccio, facendolo sbattere contro un muro.
- Oil Combination Hold: Hakan si cosparge rapidamente di olio e esegue un Oil Slide. Se la tecnica ha successo, Hakan gira intorno all'avversario per afferrarlo e lasciarlo sotto di lui, poi lo stringe fortissimamente fino a sparalo via a causa della pressione: quindi l'avversario finisce per sbattere contro un muro.